# Selbstinstruktionstraining
Selbstinstruktionstraining ist eine verbale Methode, die im Rahmen der Verhaltenstherapie angewendet wird. Beschrieben wurde sie 1971 von Meichenbaum und Goodman und weiterentwickelt 1993 im Modell von Lauth und Schlottke. Das Training wird zum Einüben des sogenannten „Inneren Sprechens“ eingesetzt. Ziel des Trainings ist es, zu einer angemessenen Selbststrukturierung zu finden, um Aufgaben und Anforderungen besser zu bewältigen.

## Anwendungsbereiche
Selbstinstruktionstraining gilt als wirksame Intervention bei Störungen der Aufmerksamkeit und der Selbststeuerung (ADS, ADHS). Einsatz findet es u. a. auch bei der verhaltenstherapeutischen Behandlung von Angststörungen.

## Entstehungsgeschichte
Meichenbaum entwickelte das Selbstinstruktionstraining ursprünglich für verhaltensauffällige (hyperkinetische) Kinder und geht von der Annahme aus, dass der Problematik ein kognitives Defizit zugrunde liegt. Er nimmt an, dass diese Kinder das Wesentliche einer Aufgabe nicht erkennen, ihr Verhaltensrepertoire nicht spontan anwenden können und ablaufende Prozesse, wie z. B. Aufmerksamkeit nicht gezielt gesteuert und kontrolliert werden können.
Er sieht die Lösung im Lernen eines inneren Monologs zur Planung und Regulation von Verhalten, welches in fünf Schritten erfolgt.
Die wesentlichen Inhalte des inneren Sprechens betreffen die Problembestimmung, Bestimmung der Anforderungen, Planung des Vorgehens und Überprüfung der Ergebnisse sowie Selbstbekräftigung und Umgang mit Frustration.

## Beispiel
Fünf Schritte des Inneren Sprechens am Beispiel einer Schulaufgabe (Krowatschek et al., 2003)
1. Aufgabenanalyse: Fragen: „Was soll ich tun?“; Lesen der Aufgabenstellung
2. Wiederholung des Arbeitsauftrages in eigenen Worten (Arbeitsauftrag klar? – Wenn nicht: zurück zu Schritt 1.)
3. Ausführen des Arbeitsauftrages: Schritt für Schritt zur Lösung; dabei laut denken
4. Selbstkontrolle: „Habe ich alles richtig gemacht?“ (Wenn nicht: zurück zu Schritt 3 bzw. 1.)
5. Selbstverstärkung/Eigenlob: „Das habe ich gut gemacht!“

Ziel der Methode des Inneren Sprechens ist es, die Aufmerksamkeit zu fokussieren, selbständiges Bearbeiten von Aufgaben zu ermöglichen und die positiven Ergebnisse zu verstärken.